# Pseudohippopsis gracilis
Pseudohippopsis gracilis là một loài bọ cánh cứng trong họ Cerambycidae.